# مایکل آوناتی
مایکل آوناتی (متولد ۱۶ فوریه سال ۱۹۷۱) وکیل و کارآفرین آمریکایی است که به‌طور معمول در نمایش‌های تلویزیونی و رسانه‌های چاپی به عنوان مفسر مسائل حقوقی فعالیت می‌کند و در کنار آن وکالت افراد حقیقی و حقوقی در تعدادی از پرونده‌های مهم را برعهده دارد که از مهم‌ترین آنها می‌توان به لیگ ملی فوتبال، افراد مشهور، متهمان، عالی‌رتبه مدیران کسب و کار و شرکت‌های فورچون ۱۰۰ اشاره کرد.
آوناتی همچنین رانندهٔ حرفه‌ای مسابقات ماشین‌سواری در مسابقات مختلفی در اروپا و آمریکا بوده‌است. در حال حاضر آوناتی بیش از هر چیز برای پیگرد دونالد ترامپ در مسئله رابطه جنسی با استورمی دنیلز شناخته می‌شود. استورمی دنیلز در ماه فوریه ۲۰۱۹، آوناتی را از وکالت خود برکنار کرد. دنیلز بعد از دستگیری آوناتی توسط اف‌بی‌آی اعلام کرد که «شوکه نشده» و آوناتی در نمایندگی او به عنوان وکیل «صادق نبوده‌است.»

## جرایم و اتهامات

### خشونت خانگی
در تاریخ ۱۵ نوامبر ۲۰۱۸ به گزارش دپارتمان پلیس لس آنجلس، مایکل آوناتی به اتهام خشونت خانگی دستگیر شد. آوانتی اتهام خود را منکر و با وثیقه ۵۰۰۰۰ دلاری آزاد شد. پلیس می‌گوید این خشونت در بلوار بلوار سانتا مونیکا در نزدیکی بورلی هیلز اتفاق افتاده‌است. هویت شخص شکایت کننده مشخص نبود اما برخی رسانه‌ها در نهایت شخص شاکی را همسر مایکل آوناتی معرفی کردند.

### تلاش برای اخاذی
آوناتی در ماه مارس ۲۰۱۹ با اتهام تلاش برای اخاذی از شرکت نایکی توسط اف‌بی‌آی در منهتن دستگیر شد. مبلغ مورد اخاذی ۲۰ میلیون دلار اعلام شده‌است. دادستان ناحیه‌ای جنوب نیویورک وظیفه رسیدگی به این پرونده را داشته‌است.

### کلاهبرداری
همزمان با اعلام اتهامات اخاذی آوناتی، دادستان ناحیه‌ای لس‌آنجلس، پرونده دیگر آوناتی را شامل کلاهبرداری و تقلب مالیاتی اعلام کرد.